# Zubrzyca (potok)

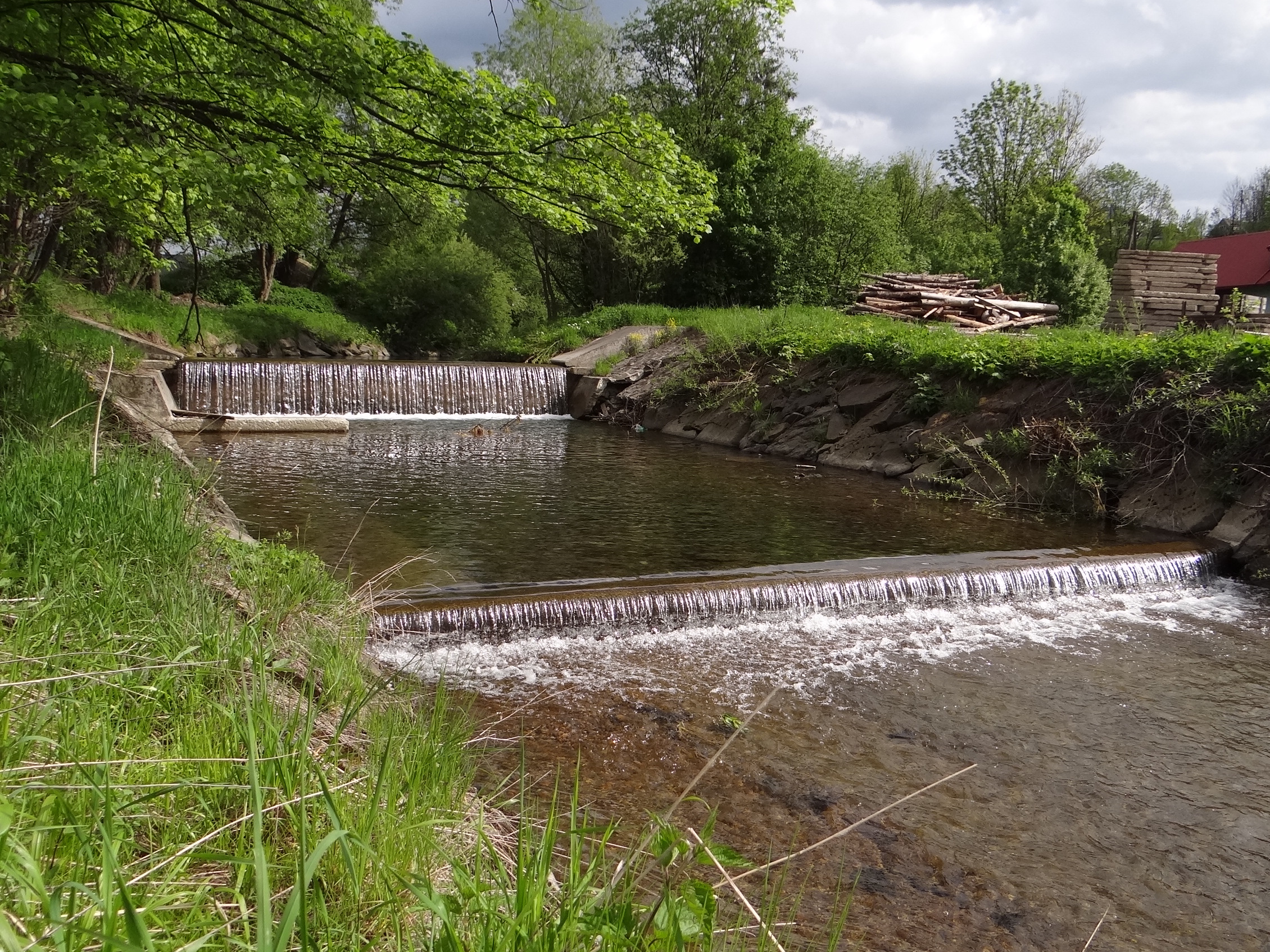
Zubrzyca w Zubrzycy Górnej

Zubrzyca – potok, dopływ Czarnej Orawy. Ma źródła na wysokości 1220 m na południowych stokach Czernica (Czyrńca) oraz pod Przełęczą Zubrzycką. Przepływa przez miejscowości Zubrzyca Górna, Zubrzyca Dolna i Jabłonka, w której uchodzi do rzeki Czarna Orawa. Następuje to na wysokości ok. 635 m w miejscu o współrzędnych 49°29′06,7″N 19°41′50,9″E/49,485194 19,697472.
Górna, górska część zlewni Zubrzycy znajduje się w Paśmie Policy, dolna już w regionie zwanym Beskidem Orawsko-Podhalańskim; obydwa należą do Beskidu Żywieckiego.
Swoją nazwę Potok wziął od miejscowości Zubrzycy Górnej i Zubrzycy Dolnej. Głównymi dopływami Zubrzycy są: Biały Potok, Gawrylowski Potok, Solawka, Suchy Potok.